# 오토족제비여우원숭이
오토족제비여우원숭이(Lepilemur otto)는 마다가스카르에 사는 족제비여우원숭이의 일종이다. 털 색깔은 주로 회색-갈색을 띤다. 서부의 마하잠바 강과 북부의 소피아 강 사이의 암보디마하비보에서만 알려져 있다.